# Grindu (gmina w okręgu Tulcza)
Grindu – gmina w Rumunii, w okręgu Tulcza. Obejmuje tylko jedną miejscowość Grindu. W 2011 roku liczyła 1356 mieszkańców. 